# Глазчатый халцид
Глазчатый халцид, или глазчатый хальцид, или тилигугу (лат. Chalcides ocellatus) — вид ящериц из семейства сцинковых.

## Описание
Общая длина достигает 31 см. Голова маленькая, туловище цилиндрическое. На каждой из хорошо развитых лап по 5 пальцев. Окраска тела многоцветная и варьирует в зависимости от места обитания.

## Распространение
Глазчатый халцид обитает в северной и северо—восточной Африке, на островах Сардиния, Сицилия, в Греции, Передней Азии, на Аравийском полуострове, в Иране, встречается также в Пакистане и юго—западной Индии.

## Образ жизни
Часто встречается в засушливых местностях, среди твёрдых каменистых почв, а также в степях и полупустынях. Вместе с тем он также любит наличие растительности, где часто скрывается от врагов, в частности кустарники, кусты, леса пробкового дуба. Встречается в городах и на пляжах. Активен днём. Питается насекомыми, пауками, мелкими ящерицами, фруктами, яйцами. В некоторых случаях зафиксирован каннибализм.
Своё гнездо глазчатый халцид устраивает среди растительности, так как его лапы не приспособлены для рытья глубоких нор или ходов.
Яйцеживородящий вид. Самка рождает зимой от 2 до 20 детёнышей, из которых в целом выживают 4—8.

## Охрана
Включён в Красную книгу Туркменистана как недостаточно изученный вид (категория V). Охраняется в Копетдагском и Бадхызском государственных заповедниках.

## Подвиды
В настоящее время выделяют 6 подвидов:
- Chalcides ocellatus ocellatus
- Chalcides ocellatus linosae — распространён на острове Линоза
- Chalcides ocellatus sacchii — распространён в Сомали
- Chalcides ocellatus subtypicus — распространён в северо-восточном Марокко и северо-западном Алжире
- Chalcides ocellatus tiligugu — распространён на Сицилии, Сардинии, Мальте, в северо-восточном Магрибе, северо-восточном Марокко, Алжире и Тунисе
- Chalcides ocellatus zavattarii — распространён на острове Лампедуза